# Індія на зимових Олімпійських іграх 2002
Індія на зимових Олімпійських іграх 2002 у Солт-Лейк-Сіті була представлена лише одним спортсменом у санному спорті. Прапороносцем на церемонії відкриття Олімпіади став єдиний учасник Шива Кешаван. Індія ушосте брала участь в зимовій Олімпіаді. Індійські спортсмени не здобули жодних медалей.

## Спортсмени
| Вид спорту   | Чоловіки | Жінки | Всього |
| ------------ | -------- | ----- | ------ |
| Санний спорт | 1        | 0     | 1      |
| Всього       | 1        | 0     | 1      |

## Санний спорт
Індійський саночник Шива Кешаван удруге поспіль брав участь у зимовій Олімпіаді. В змаганнях з одномісних санів він посів 33-є місце серед 50 учасників.
| Спортсмен    | Дисципліна               | Спуск 1 | Спуск 1 | Спуск 2 | Спуск 2 | Спуск 3 | Спуск 3 | Спуск 4 | Спуск 4 | Разом    | Разом |
| Спортсмен    | Дисципліна               | Час     | Місце   | Час     | Місце   | Час     | Місце   | Час     | Місце   | Час      | Місце |
| ------------ | ------------------------ | ------- | ------- | ------- | ------- | ------- | ------- | ------- | ------- | -------- | ----- |
| Шива Кешаван | чоловіки, одномісні сани | 45.881  | 27      | 45.977  | 31      | 46.700  | 40      | 46.425  | 36      | 3:04.983 | 33    |